# Гарда Пантери
Прва бијељинска лака пјешадијска бригада  познатија и под називом Специјална бригада Гарда Пантери била је једна од елитних јединица Војске Републике Српске током ратa у Босни и Херцеговини.

## Ратни пут
Кроз састав Гарде Пантери је прошло око 2.000 припадника, од којих је преко 100 погинуло, а 750 је рањено. Команданти бригаде су били Бранко Пантелић Пантер и Љубиша Савић Маузер. Јединица је била чувена и примала је добровољце из суседне Црне Горе. Бригада је учествовала у већини операција Војске Републике Српске: Коридор, Садејство, Лукавац, Дрина, Штит и многе друге. Због ратних заслуга Пантери су одликовани Орденом Немањића и Орденом Карађорђеве звијезде другог реда.
Упркос томе што је званично позната као лака пешадијска бригада због терминологије изведене из Југословенске народне армије, она је у ствари била лака моторизована бригада и значајан аспект гарде је њена широка употреба разних импровизованих оклопних возила и аутомобила (називају их у поједним изворима и „Гвоздени батаљон"). Израду возила надгледао је члан гарде капетан француског порекла Мишел Остојић. Гарда је такође имала мали авијацијски одред, који је користио Антонов АН-2 и Утва 75 за потребе посматрања.

## Историја
Гарда Пантери је основана 2. маја 1992. године, а од 2. маја до 1. јула 1992. се звала „Национална гарда Српске аутономне области Семберија и Мајевица”. Јединица се налазила у саставу Источнобосанског корпуса. Променила је име у „Пантери”, у част погинулом Бранку Пантелићу-Пантеру. Њен оснивач је Љубиша Савић Маузер који је јединицу успешно водио до краја сукоба. У Бијељини је после рата основано Удружење ветерана Гарде Пантери.
Фонд српске солидарности, којим је руководио Љубиша Савић, почео је да се припрема за одбрану српске територије на Мајевици усред међунационалних тензија између Срба и Бошњака 1991. и 1992. Стационирано је око 2.000 припадника који су били спремни за војну акцију и пратили ситуацију у припреми одбране српског становништва у Бијељини и Семберији, уколико се суочи са оружаном агресијом. Током ноћи 31. марта 1992. године про-СДА снаге су поставиле барикаде у покушају да преузму команду и целокупну власт над Бијељином.
Српске снаге су се брзо окупиле и уз помоћ Жељка Ражнатовића Аркана и Српске добровољачке гардe уклониле баријере. Про-СДА снаге су потом позване на разговоре са званичницима Странке демократске акције и руководством Бијељине. Након ових догађаја, 1.000 припадника Фонда солидарности Србије и Љубиша Савић формирали су јединицу испред хотела „Обријеж“ код Бијељине.
Турбо-фолк певач Родољуб Роки Вуловић је 1993. године објавио албум под називом „Пантери“, у знак сећања на достигнућа јединице, укључујући песме као што су „Пантери“, „Маузер“ и „Пантеру за сјећање“. Овај албум тада игра кључну улогу дајући подстрек и снагу војсци, а Вуловић се њиме прославља.
Крајем 1994. године, 1. крајишки корпус Војске Републике Српске је заједно са Гардом Пантери започео Операцију Штит 94 у Босанској Крајини, чији је циљ био ослобађање територија Републике Српске заузетих од стране Армије Републике Босне и Херцеговине у oперацији Грмеч 94 код Бихаћа. Операција се завршила одлучујућом cрпском победом. Српске стране су имале 193 погинулих и 1.106 рањених док је код супротне стране погинуло око 700 војника уз много рањених и заробљених.